# IJsnaald

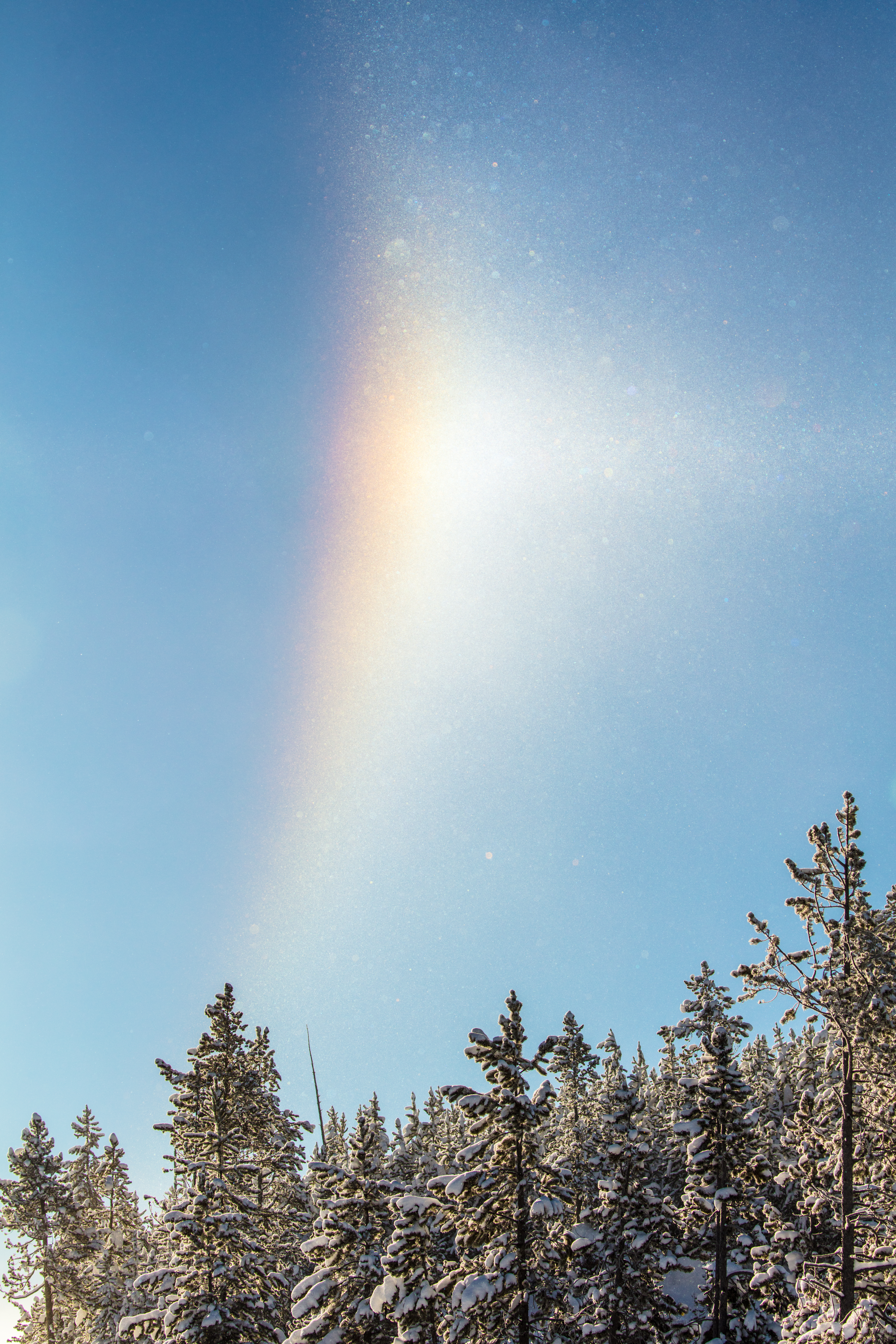
IJsnaalden in de lucht, welke een parhelium vormen.

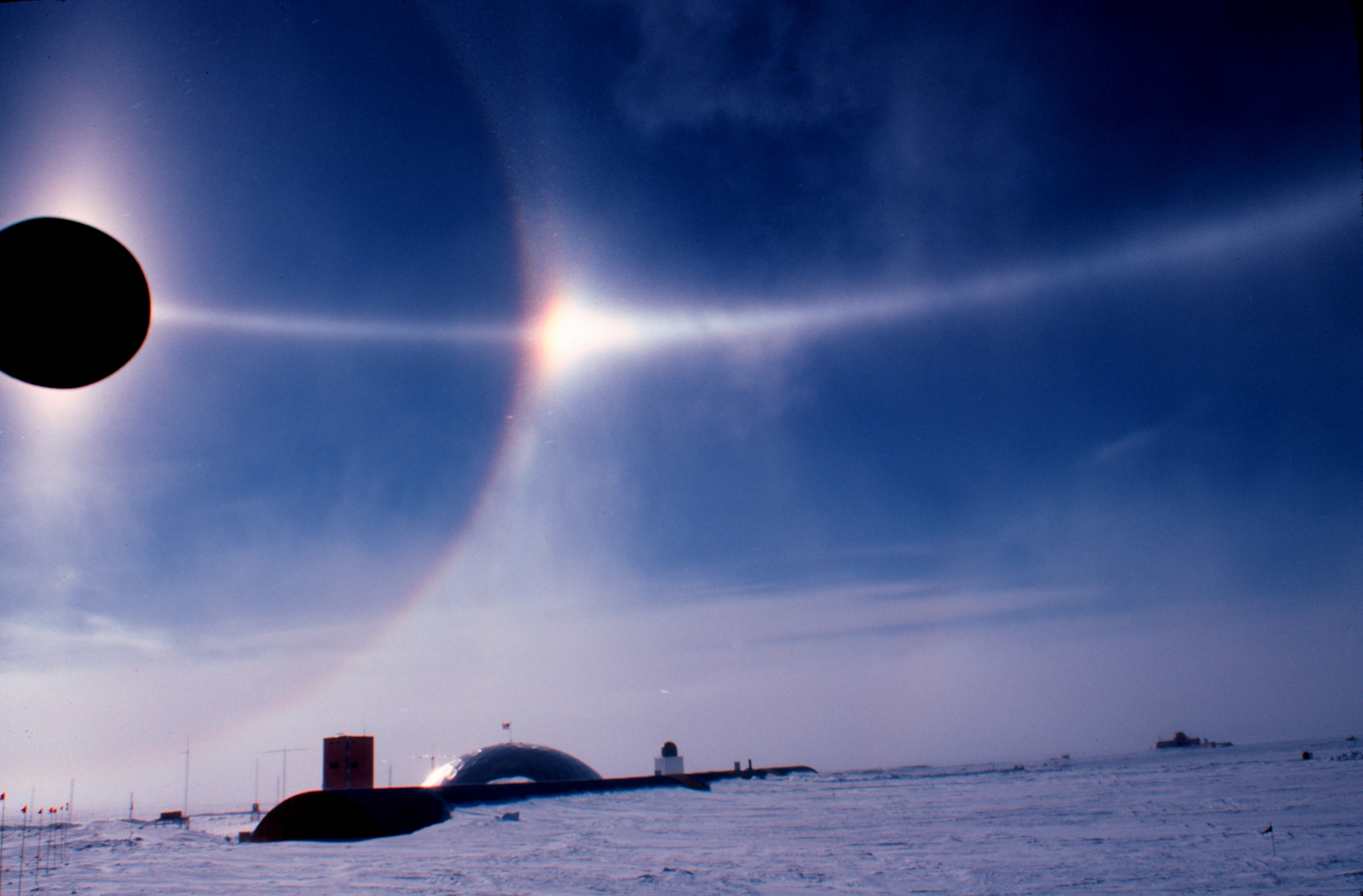
Een parhelische kring (horizontaal) boven een Zuidpoolstation.

Een ijsnaald is een neerslagdeeltje in de vorm van een klein, lang en dun ijskristal, dat alleen zichtbaar is door schittering in zonlicht. Deze vaste vorm van neerslag komt voornamelijk in de poolstreken voor en wordt daarom poolsneeuw genoemd. Het is een verschijnsel dat ontstaat bij rustig winterweer, bij zeer lage temperaturen onder de -8 °C.

## Naamgeving
Men noemt dit weerfenomeen ook wel ijsnevel en men zegt ook wel "het zilvert". In het Fries heten ijsnaalden rissels, russels, spjelden en nudlen, en de poolsneeuw risselje of russelje.
IJsnaalden moeten niet verward worden met naaldijs. Dat ontstaat op de grond en is veel grover.

## Vorming
De ijsnaald is het ijskristal in de vorm van de sneeuw in het weerverschijnsel poolsneeuw. Het is een vaste bevroren vorm van water (ijs) en heeft een geordende kristallijne kristalstructuur. De kleine, lange en dunne ijskristalletjes zijn naaldjes of plaatjes en nooit sterretjes, meestal slechts enkele tienden van een millimeter groot, zuiver symmetrisch en sierlijk opgebouwd. De ijsnaald is een klein onvertakt ijskristal. De structuur van het ijskristal wordt in de kristallografie een hexagonale kristalstelsel genoemd en is de meeste simpele vorm voor een ijskristal. De kristalgroei is erg traag en bouwt op tot de dikte van een haar.

In poolstreken komt het vaak voor, maar ook zeer zelden in Nederland en België. De ijsnaalden ontstaan in koude vochtige lucht zonder dat er wolken zijn. De kristalvormige ijsnaaldjes of ijsplaatjes schitteren in het zonlicht en kunnen diverse optische verschijnselen, zoals halo's, parhelia (bijzonnen) en lichtzuilen veroorzaken. Om die reden wordt poolsneeuw in het Engels diamond dust genoemd. Waarschijnlijk ontstaan de ijsnaalden doordat waterdamp uit warmere, hogere luchtlagen wordt gebracht, waarna deze bevriest door een winterse inversie.

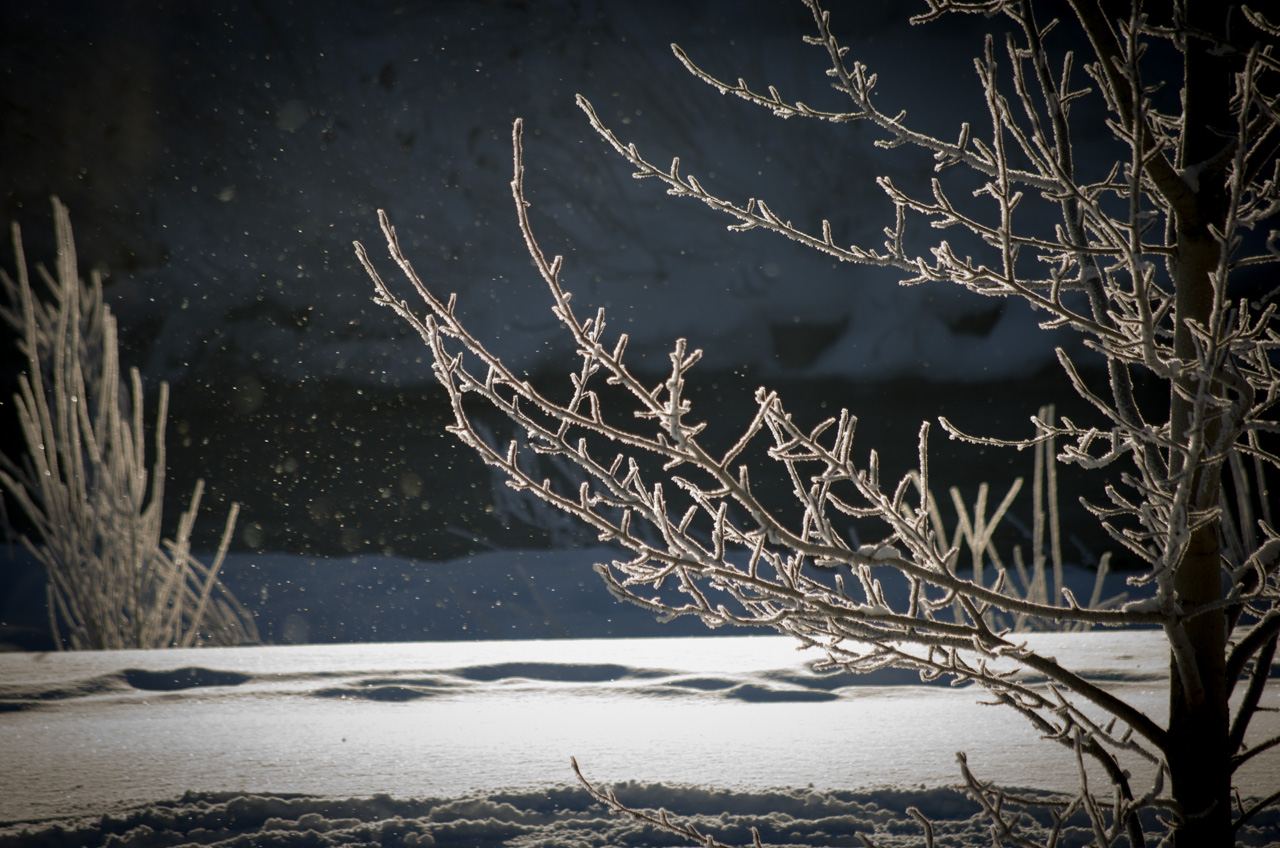
Vallende ijsnaalden in Inari, Finland.
- IJsnaalden in Japan.